# Santo António de Lisboa

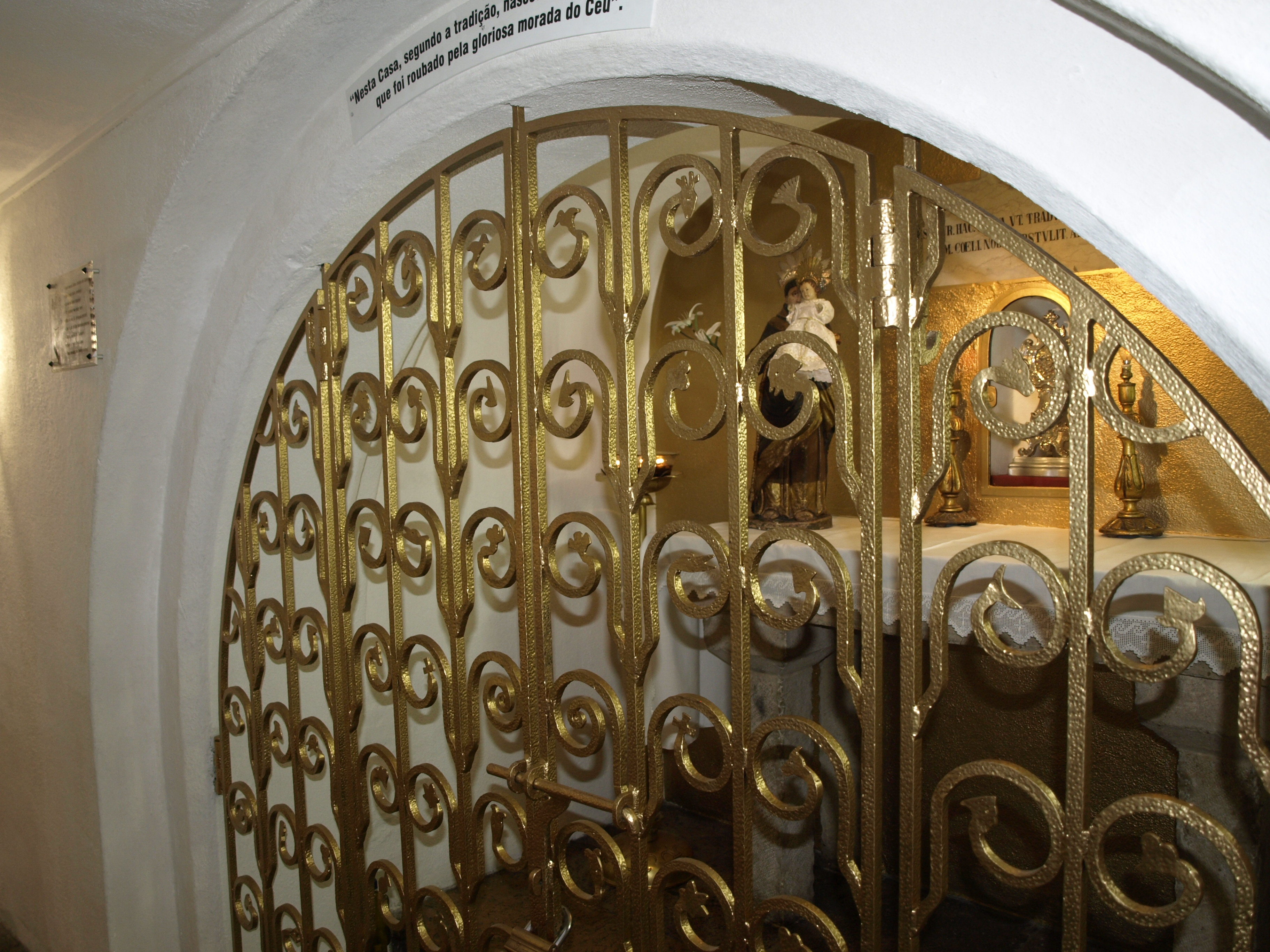
Local onde nasceu Santo António, em Lisboa, situado na cripta da igreja a si dedicada

Santo António (português europeu) ou Antônio (português brasileiro) de Lisboa ou de Pádua, (Lisboa, 15 de agosto de 1195? — Pádua, 13 de junho de 1231) foi um Doutor da Igreja que viveu na viragem do século XII para o século XIII. Foi batizado com o nome de Fernando, mas o seu sobrenome de família é incerto, embora seja comum referir-se de Bulhões.
Primeiramente pertenceu à Ordem dos Cónegos Regulares da Santa Cruz, que seguiam a Regra de Santo Agostinho, no Convento de São Vicente de Fora, em Lisboa, indo posteriormente para o Convento de Santa Cruz, em Coimbra, onde aprofundou os seus estudos religiosos através da leitura da Bíblia e da literatura patrística, científica e clássica. Ingressou na Ordem dos Frades Menores (franciscanos) em 1220 e viajou muito, vivendo inicialmente em Portugal, depois na Itália e em França, retornando posteriormente à Itália, onde encerrou sua carreira. No ano de 1221 fez parte do Capítulo Geral da Ordem em Assis, convocado pelo fundador, Francisco de Assis. Posteriormente, quando a sua eloquência e cultura teológica se tornaram conhecidas, foi nomeado mestre de teologia em Bolonha, tendo, a seguir, pregado contra os albigenses e valdenses em diversas cidades do norte da Itália e no sul de França. Em seguida foi para Pádua, onde morreu aos 36 ou 40 anos.
Distinguindo-se em vida como teólogo, místico, asceta e sobretudo como notável orador e grande taumaturgo, sua grande fama de santidade levou-o a ser canonizado pela Igreja Católica apenas 11 meses após a morte. António é também tido como um dos intelectuais mais notáveis de Portugal do período pré-universitário. Tinha grande cultura, documentada pela coletânea de sermões que deixou, onde fica evidente que estava familiarizado tanto com a literatura religiosa como com diversos aspetos das ciências profanas, referenciando-se em autoridades clássicas como Plínio, o Velho, Cícero, Séneca, Boécio, Galeno e Aristóteles, entre muitas outras. O seu grande saber tornou-o uma das mais respeitadas figuras da Igreja Católica do seu tempo. Lecionou em universidades italianas e francesas e foi o primeiro Doutor da Igreja franciscano. São Boaventura disse que ele possuía a ciência dos anjos. Hoje é visto como um dos grandes santos do Catolicismo, recebendo larga veneração e sendo o centro de rico folclore.
Santo António é o padroeiro principal da cidade de Lisboa (São Vicente é o padroeiro do Patriarcado de Lisboa), sendo também o padroeiro secundário de Portugal (a padroeira principal é Nossa Senhora da Conceição). É igualmente padroeiro da cidade italiana de Pádua, como também, padroeiro da cidade de Campo Grande, capital do Mato Grosso do Sul.

## Biografia

### Primeiros anos
Santo António nasceu em Lisboa em data incerta, numa casa, assim se pensa, próxima da Sé, às portas da cidade, no local onde posteriormente se ergueu a igreja que lhe foi dedicada. A tradição indica 15 de agosto de 1195, mas não há documento fidedigno que confirme esta data. Também foi proposto o ano de 1191, mas, segundo um seu biógrafo, o padre Fernando Lopes, as contradições em sua cronologia só se resolveriam se ele tivesse nascido em torno de 1188. Tampouco se sabe quem foram seus pais. Nenhuma das biografias primitivas os nomeiam, e deles só se sabe, sem uma segurança definitiva, que viviam em boa condição económica e que seu pai seria pertencente à baixa nobreza (cavaleiro do rei de Portugal), ou seja, a família não seria composta por plebeus e tampouco por membros da alta nobreza. Somente no século XIV, a partir de tradições orais, é que se começou a atribuir ao pai o nome de Martim ou Martinho de Bulhões, e à mãe, o de Maria Teresa Taveira. Entretanto, parece certo que seu pai se chamasse Martinho ou Martim,  pois o obituário de São Vicente de Fora recorda o falecimento de uma irmã do taumaturgo que era freira e que atendia pelo nome de Maria Martini ou Martins, que de acordo com as regras da onomástica da época deve ser interpretado como "Maria filha de Martinho".
De qualquer forma, esses nomes se fixaram na memória popular, e com a crescente fama do santo, não custou a biógrafos tardios atribuírem também aos seus pais uma dignidade superior. Do pai foi dito descender do celebrado Godofredo de Bulhão, comandante da I Cruzada, e da mãe, que descendia de Fruela I, rei de Astúrias. Tais parentescos nunca puderam ser comprovados e tudo indica que são apenas lendas. No entanto, uma abastada família Bulhão de Lisboa — Bolhom, na grafia da época, que não tinha nada a ver com Godofredo — manteve por séculos uma forte tradição de pertencimento do santo à sua linhagem.
Fez os primeiros estudos na Igreja de Santa Maria Maior (hoje Sé de Lisboa), sob a direção dos cónegos da Ordem dos Regrantes de Santo Agostinho. Como era a prática da ordem, deve ter recebido instrução nas artes liberais do trivium e do quadrivium, o que certamente plasmou seu caráter intelectual. Ingressando ainda um adolescente como noviço da mesma Ordem, no Mosteiro de São Vicente de Fora, iniciou os estudos para sua formação religiosa. A biblioteca de São Vicente de Fora era afamada pela sua rica coleção de manuscritos sobre as ciências naturais, em especial a medicina, o que pode explicar as constantes referências científicas em seus sermões.
Poucos anos depois pediu permissão para ser transferido para o Mosteiro de Santa Cruz de Coimbra, a fim de aperfeiçoar sua formação e evitar distrações profanas, já que era constantemente visitado por amigos e parentes. Coimbra era na época o centro intelectual de Portugal, e ali deve ter-se envolvido profundamente no estudo da Bíblia e nos textos dos Padres da Igreja. Nesta época entrou em contato com os primeiros missionários franciscanos que haviam chegado a Portugal em 1217, e que estavam a caminho do Marrocos para evangelizar os mouros. Sua pregação do Evangelho no espírito de simplicidade, idealismo e fraternidade franciscana, e sua determinação missionária, devem ter tocado o sentimento de Fernando. Entretanto, uma impressão ainda mais forte ocorreu quando os corpos desses frades, mortos em sua missão, voltaram a Coimbra, onde foram honrados como mártires. Autorizado a juntar-se a outros franciscanos que tinham um eremitério nos Olivais, sob a invocação de Santo António do Deserto, mudou seu nome para António e iniciou sua própria missão em busca do martírio.

### A sua missão

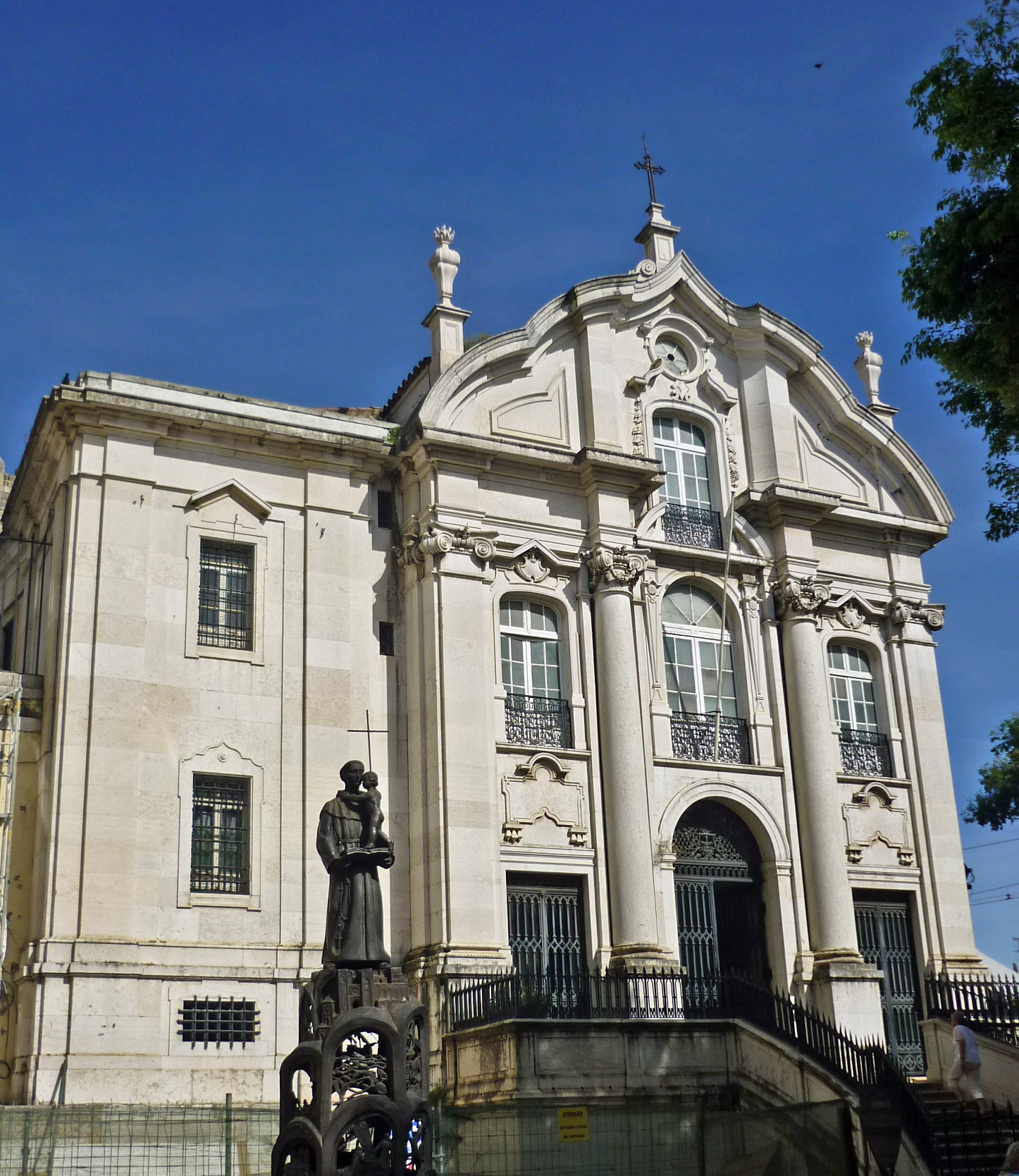
Igreja de Santo António, em Lisboa, erguida sobre a casa onde segundo a tradição nasceu o santo português

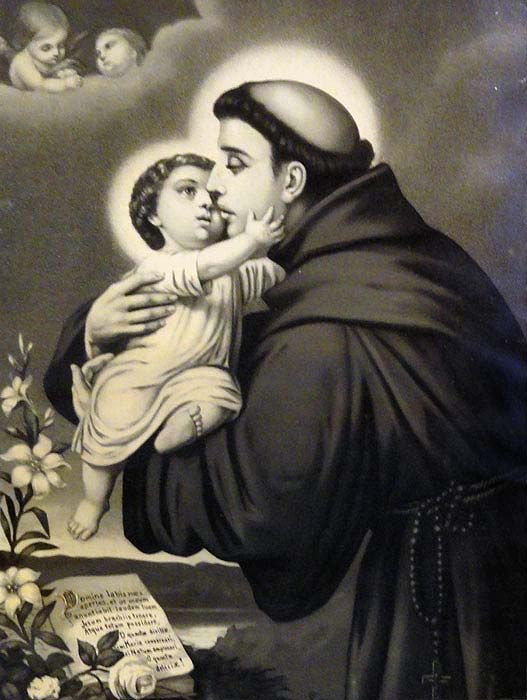
Aparição do Menino Jesus ao santo

Por essa altura, decidiu deslocar-se ele também a Marrocos, mas, lá chegando, foi acometido por grave doença, sendo persuadido a retornar. Fê-lo desalentado, já que não havia proferido um único sermão, não convertera nenhum mouro, nem alcançara a glória do martírio pela fé. No regresso, uma forte tempestade arrastou o barco para as costas da Sicília, onde encontrou antigos companheiros. Ali se quedou até a primavera de 1221, dirigindo-se com eles então para Assis a fim de participarem do capítulo da ordem — o último que seria feito com a presença do fundador. Em Assis encontrou-se com São Francisco de Assis e os seus primeiros seguidores, um evento de grande importância em sua carreira. Sendo designado para um eremitério em Montepaolo, na província da Romanha, ali passou cerca de quinze meses em intensas meditações e árduas disciplinas.
Pouco depois aconteceu uma ordenação de frades em Forlì, quando deixou o isolamento e para lá se dirigiu. Até então os franciscanos não sabiam de sua sólida formação, mas faltando o pregador para a cerimónia, e não havendo nenhum frade preparado para tal, o provincial solicitou a António que falasse o que quer que o Espírito Santo inspirasse. Protestou, mas obedeceu, e dissertando para os franciscanos e dominicanos lá reunidos de forma fluente e admirável, para a surpresa de todos, foi de imediato destinado pelo provincial à evangelização e difusão da doutrina pela Romanha. Entretanto, a prática franciscana desencorajava o estudo erudito, mas em novembro de 1223 o papa Honório III sancionou a forma final da Regra da Ordem Franciscana, autorizando uma formação mais aprimorada, desde que submissa ao trabalho manual, à prece e à vida espiritual.
Recebendo a aprovação para a tarefa pastoral do próprio Francisco, passou por Vecelli, onde impressionou o erudito abade Gallo pelo seu conhecimento da teologia mística e das escrituras. Em seguida fixou-se em Bolonha, onde pregou e inaugurou uma escola de teologia que depois foi incorporada pela Universidade de Bolonha. Seus méritos levaram-no a ser chamado ali de Pater Scientia e Doctor Veritatis (Pai da Ciência e Doutor da Verdade). Deslocando-se então para a França, combateu a heresia dos albigenses em Langedoc, participou do Capítulo franciscano em Arles, ensinou em conventos de Toulouse e Montpellier, e foi indicado guardião do convento de Puy-en-Velay.
Em 1227, após a morte de Francisco, serviu como enviado da Ordem ao papa Gregório IX, para apresentar-lhe a Regra da Ordem. No mesmo ano foi indicado ministro provincial da Romanha e fundou um convento em Pádua. Entre 1228 e 1229 pregou em diversas cidades do Vêneto e em Florença. Em fins de 1229 estava em seu convento em Pádua. Participou do Capítulo Geral em Assis, em maio de 1230, quando renunciou à função de provincial. Em junho viajou a Roma para debater com o papa a interpretação de certos aspectos da Regra. Entre 1230 e 1231 deu forma definitiva aos seus sermões escritos, período em que pregou com grande sucesso para audiências cada vez maiores.
Sempre trabalhando pelos necessitados, envolveu-se também em questões políticas e sociais, fazendo a paz entre partidos em disputa, obrigando usurários e financistas a devolver o dinheiro extorquido, convertendo prostitutas. Em Pádua obteve do governo que passasse uma lei para aliviar as penas dos presos por dívidas. Solicitou ao tirano Ezzelino de Romano a libertação de presos guelfos, e segundo Huber, embora pareça que não teve sucesso, o grande risco para si mesmo envolvido na missão evidencia sua preocupação com o povo comum.

### Últimos dias

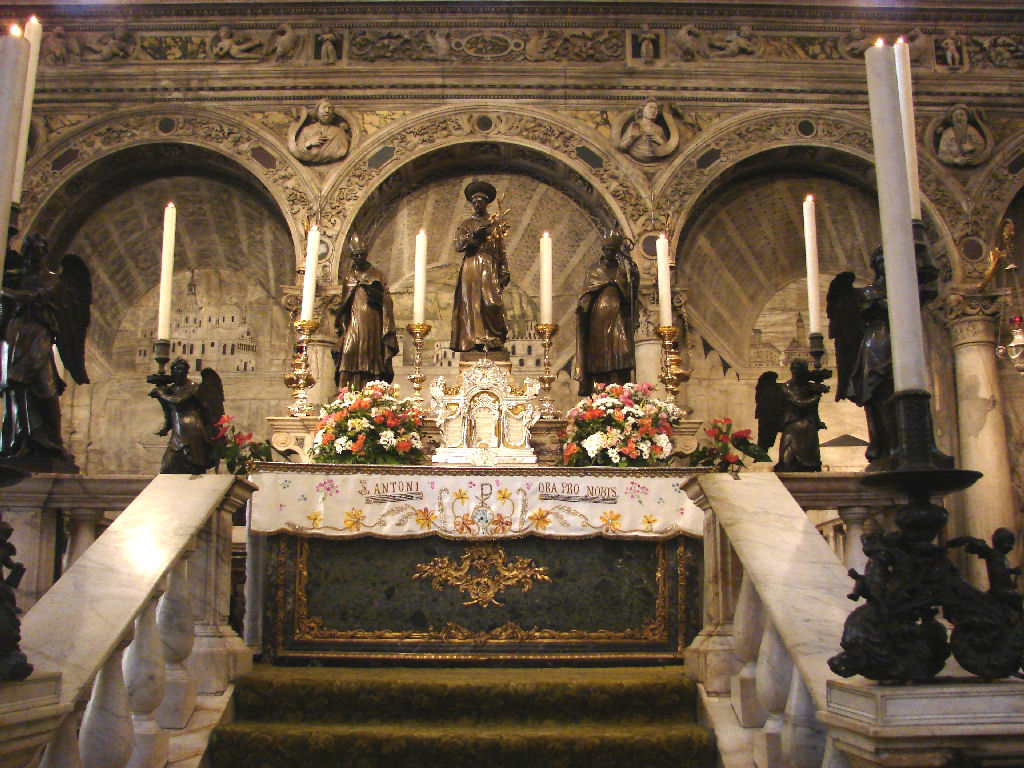
Tumba e altar do santo na sua basílica de Pádua

Pouco depois da Páscoa de 1231 sentiu-se mal e deixou Pádua para dirigir-se ao eremitério de Camposanpiero, nos arredores da cidade. Outras versões dizem que terá sido hospedado pelo conde Tiso, devido ao estado de saúde precário. Percebendo que a morte estava próxima, pediu para ser levado de volta a Pádua, mas quando chegou ao convento das clarissas de Arcella, subúrbio de Pádua, ali morreu, a 13 de junho de 1231. As clarissas reclamaram seu corpo, mas a multidão acabou por saber da sua morte e levou-o para ser sepultado na Igreja de Nossa Senhora em Pádua.
A sua fama de santidade era tamanha que, imediatamente após seu falecimento, o Papa criou uma comissão para proceder à sua canonização. Foi canonizado no ano seguinte, em 30 de maio, pelo papa Gregório IX, em cerimónia na Catedral de Espoleto, quando o novo santo foi elogiado em altos termos. A canonização dele em menos de um ano é a segunda mais rápida da história da Igreja Católica (atrás apenas de São Pedro de Verona). No seu processo, a Igreja considerou 53 relatos de milagres da época, coletados por meio de religiosos incumbidos de entrevistar populares em diversas regiões por onde andou António em vida.
Os seus restos mortais repousam desde 1263 na Basílica de Santo António de Pádua, construída em sua memória logo após a sua canonização. Quando a sua tumba foi aberta para iniciar o processo de transladação dos despojos, a sua língua foi encontrada incorrupta, e São Boaventura, presente no ato, disse que o milagre era prova de que sua pregação era inspirada por Deus. Em 1315 as suas relíquias foram transferidas para uma nova capela na basílica. Foi proclamado Doutor da Igreja pelo Papa Pio XII em 16 de janeiro de 1946, com o título de Doctor Evangelicus (Doutor Evangélico), e é comemorado no dia 13 de junho.

## Pregação, escritos e presença contemporânea da sua obra

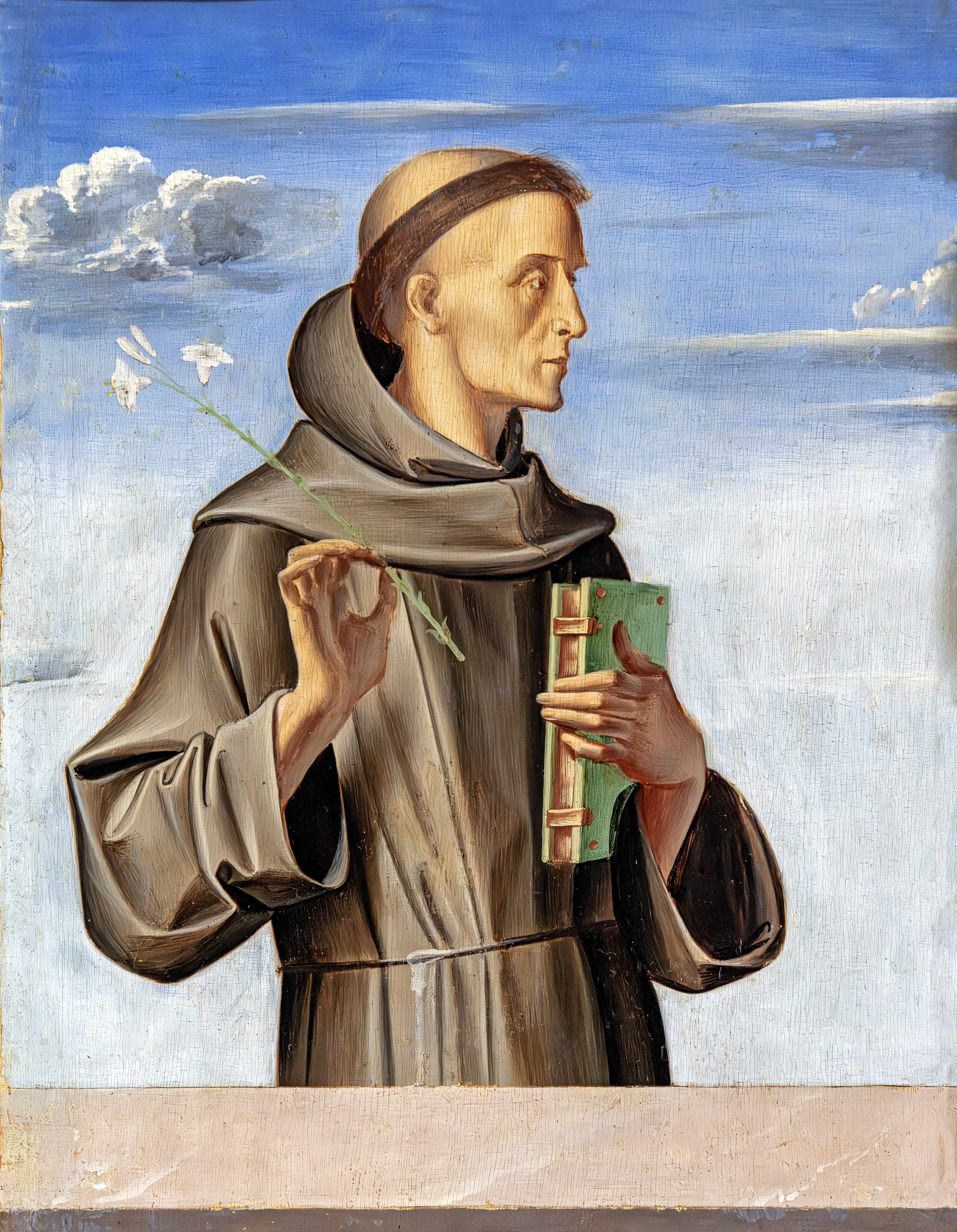
Santo António em pintura de Alvise Vivarini

Entre as suas várias qualidades, chamou a atenção dos seus contemporâneos o seu admirável dom como pregador, com uma eficácia tanta que lhe foi dado o apelido de malleus hereticorum (o martelo dos heréticos). Muitas descrições de época referem o fascínio que a sua fala exercia sobre as multidões de pessoas simples e também sobre clérigos doutos, e embora o efeito da sua oração a viva voz já não possa ser recuperado, o seu estilo e os conteúdos que abordava podem ser conhecidos em parte através dos 77 sermões que sobreviveram e constam em sua obra publicada em edição crítica, Sermões Dominicais e Festivos, que são considerados autênticos, conforme disse José Geraldes Freire. São textos eloquentes, persuasivos, cheios de zelo messiânico, sendo frequentes a defesa do pobre e a reprimenda do egoísmo dos ricos, assim como o combate às heresias de seu tempo, como as dos albigenses e valdenses.
A tradição atribui o seu dom à inspiração divina, entretanto é impossível deixar de considerar o importante papel que a sua formação erudita desempenhou neste aspecto da sua vida e obra. A análise das referências que fez nos seus escritos, juntamente com o levantamento das fontes literárias presentes no seu tempo nas bibliotecas que frequentou, especialmente a de Santa Cruz, atestam sem sombra para dúvidas que a sua preparação intelectual foi ampla e profunda. Além de um conhecimento detalhado da Bíblia, dos escritos dos Padres da Igreja e outros escritores cristãos, são encontradas citações de clássicos como Aristóteles, Cícero, Catão, Sócrates, Dioscórides, Donato, Eliano, Escribónio, Euquério de Lião, Festo Solino, Filão de Alexandria, Tibulo, Sérvio, Publílio Siro, Juvenal, Plínio, o Velho, Varrão, Séneca, Flávio Josefo, Horácio, Ovídio, Lucano e Terêncio. O seu conhecimento das ciências naturais ultrapassa em muito o currículo regular das artes liberais medievais, aprofundando-se em áreas como a medicina, a física, a história natural, a cosmografia, mineralogia, zoologia, botânica, astronomia e óptica. Nas palavras de José Antunes,
| “ | Santo António de Lisboa, embora muito festejado e venerado como santo pelo povo, é menos conhecido como um homem de cultura literária invulgar e como um verdadeiro intelectual da Idade Média. Reveladora dessa cultura ímpar, é a sua obra escrita, cheia de beleza e densidade de pensamento, como nos testemunham os seus Sermões, autênticos tesouros da literatura e da história. Vasta, profunda, extraordinária, a respeito da Bíblia. Ampla, variada e bem apropriada nas transcrições dos Padres da Igreja e dos autores clássicos. Impressionante, para o tempo, não apenas pelo conhecimento que revela das ciências naturais e das humanidades, mas igualmente pelo erudito discurso sobre noções jurídicas, como Poder, Direito e Justiça". | ” |

Naturalmente, era fiel à ortodoxia cristã. Apesar da sua extensa cultura profana, considerava a Escritura sagrada a fonte da ciência superior, da verdadeira ciência, da qual todas as outras eram meras servas e simples coadjutoras no trabalho da Salvação. Por isso deu grande importância a uma boa exegese do texto sagrado, privilegiando a extração do seu sentido moral. Nota-se ainda na sua obra alguns dos primeiros sinais de um progressivo abandono do pensamento medieval, que apresentava o homem e o mundo como desprezíveis e fontes do pecado, abrindo-se a uma apreciação mais positiva da vida concreta e do relacionamento humano, entendendo o ser humano como uma maravilhosa obra divina. Na análise de Pedro Calafate:
| “ | "Santo António não olvidará a excelência da contemplação, mas sublinhará não obstante a circunstância terrena do homem como corpo e alma, sem deixar de considerar que a abertura à exterioridade não transforma o amor aos outros e às criaturas no apego à posse das coisas, estando neste caso o culto da pobreza, nomeadamente as críticas severas que dirigiu aos prelados e dignatários eclesiásticos, por se comprazerem nos luxos do século. Tratando-se de uma espiritualidade que não olvidou a dimensão prática e vivencial, equacionou também a relação entre a ação e a contemplação no quadro da mística. Filha da vontade e do amor, numa alienatio mentis que supera o plano estritamente racional para que a alma, inteiramente conduzida pela graça, contemple Deus como em espelho ou em enigma, a mística tampouco representará uma renúncia à vida ativa, nem às exigências da vertente racional do homem, porque a alma volta e regressa à vida ativa para a realizar com maior perfeição, numa confluência entre o entender e o contemplar, o saber e a sabedoria". | ” |

Contudo, é de dizer que na forma como chegaram, os ditos sermões são antes um manual didático para os noviços do que transcrições de sermões verdadeiramente proferidos. Foram produzidos para os seus alunos, para instruí-los na arte predicatória, a fim de que depois eles pudessem converter com sucesso os pecadores e infiéis à fé cristã. Apesar disso, eles possuem em seu conjunto pouca ordem sistemática.
Os sermões são ainda um precioso documento de época, muitas vezes fazendo alusões às transformações sociais e económicas que ocorriam durante aquele período, atestando o crescimento das cidades, o florescimento das atividades artesanais e do comércio, o surgimento das corporações de ofícios, as diferenças de classes. Além dos conteúdos sacros, que ainda preservam seu caráter inspirador, tais alusões — onde surge aguda crítica social na condenação da avareza, da usura, da inveja, do egoísmo, da falta de ética na administração pública, dos falsos moralistas e hipócritas, dos maus pastores de almas, do orgulho dos eruditos, dos ricos ensimesmados em sua opulência que oprimem e excluem os pobres do tecido social — são responsáveis pelo valor perene e atual de seus escritos, sendo passíveis de imediata identificação com muitas circunstâncias e contradições da vida contemporânea.

## Milagres

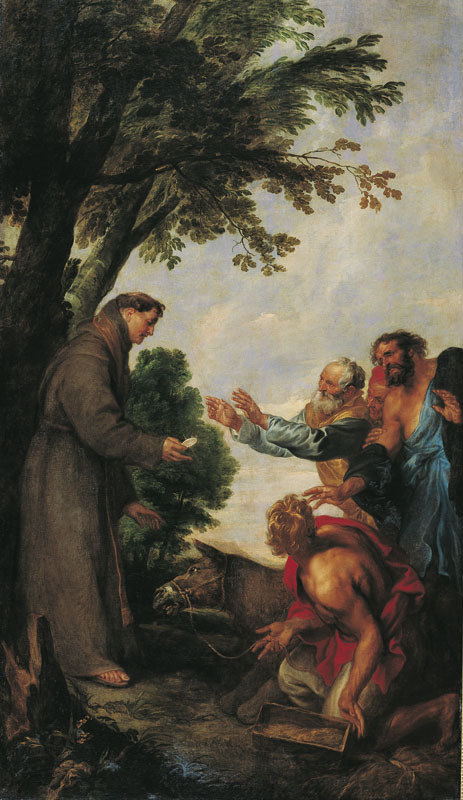
O milagre da mula, de Van Dyck, 1627, Museu dos Agostinhos, Toulouse

Diz a tradição que em sua curta vida operou muitos milagres, como seguem alguns exemplos.
- Certa feita, meditando à beira-mar sobre a frequente presença da imagem do peixe nas Sagradas Escrituras, os peixes ter-se-iam reunido a seus pés para escutar uma das suas pregações.
- Teria restaurado um campo de trigo maduro para colheita que fora estropiado por uma multidão que o seguia; teria protegido milagrosamente seus ouvintes da chuva que caía durante um sermão, e uma mulher impedida pelo marido de ir ouvi-lo pôde escutar suas palavras a quilómetros de distância.
- Quando em disputa com um herege albigense sobre a presença ou não do Deus vivo na hóstia consagrada, o herege, chamado Bonvillo, disse que se uma mula, tendo passado três dias sem comer, honrasse uma hóstia em detrimento de uma ração de aveia, ele acreditaria no santo. Segundo a história, assim que a mula foi liberta de seu cercado, faminta, desviou-se da ração e ajoelhou-se diante da hóstia que António lhe mostrava.
- Restaurou o pé amputado de um jovem.
- Soprou na boca de um noviço para expulsar as tentações que sofria, confirmando-o em sua vocação.
- Quando alguns hereges colocaram veneno em sua comida para verificar sua santidade, o santo fez o sinal da cruz sobre o alimento, comeu-o e nada sofreu, para o vexame dos seus tentadores.
- Outro milagre famoso trata-se da aparição do Menino Jesus ao santo durante uma de suas orações, uma cena multiplicada abundantemente em sua iconografia.
- Um certa mulher em Ferrara, Itália, deu a luz em meio de uma situação familiar complicada, pois seu marido estava desconfiando que o filho não era dele. Quando Santo António soube da situação, visitou o casal por altura do nascimento, tomou a criança em seus braços e ordenou energicamente ao recém-nascido que dissesse quem era o pai. Ele, apesar da idade ser apenas de horas ou de dias, apontou ao referido homem e falou sem titubear que era ele de facto.
- Durante sua pregação num consistório diante do papa, vários cardeais e clérigos, e gentes de várias nações, discorrendo com sutilíssimo discernimento sobre intrincadas questões teológicas, cada um dos presentes teria ouvido a pregação na sua própria língua materna. Na ocasião, diante de tão assombroso fenómeno, que parecia uma reedição do Pentecostes bíblico, o papa o teria chamado de "a arca do Testamento, o arsenal da Sagrada Escritura".

## Iconografia e veneração

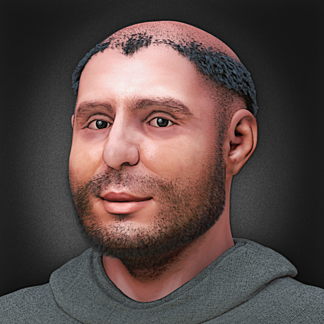
Reconstrução facial do santo a partir do seu crânio preservado; por Cícero Moraes

A sua representação iconográfica de longe mais frequente é a de um jovem tonsurado envergando o hábito dos frades franciscanos, segurando o Menino Jesus sobre um livro ou entre os braços, a quem contempla com expressão terna, e tendo uma cruz, ou um ramo de açucenas, na outra mão. Esses atributos podem ser substituídos por um saco de pão, que distribui entre pobres ou idosos.
Em 2014 um grupo de investigadores, em colaboração com o Museu Antropológico da Universidade de Pádua, realizou um estudo, utilizando técnicas forenses, para reconstruir a aparência real da sua face a partir do seu crânio, que foi preservado. Os resultados foram sintetizados por Luca Bezzi numa imagem digital, ilustrada ao lado.
O seu esqueleto também foi preservado, bem como sua famosa língua e suas cordas vocais, além de uma túnica que usava e um manto. Essas relíquias estão depositadas na basílica do santo em Pádua. Algumas são expostas em caráter permanente, como sua língua, instalada em um precioso relicário no principal altar da suntuosa Capela das Relíquias, projetada por Felipe Parodi em 1691, junto com seu queixo e outros objetos, mas o esqueleto completo só raramente é exposto; nos últimos quatro séculos o público só o viu oito vezes, quando formaram-se grandes romarias de devotos para vê-lo. A última exposição ocorreu em 2010, quando a Capela da Arca foi reformada e voltou a receber seus restos mortais. A ocasião anterior foi em 1981, para a comemoração dos 750 anos de sua morte.
A língua foi objeto de especial veneração desde o início. Diz a tradição que, ao ser encontrada incorrupta, parecendo a de uma pessoa viva, o Ministro Geral da Ordem, São Boaventura, pegando-a na mão, com toda reverência e em lágrimas, começou a louvá-la dizendo: "Ó língua bendita, que sempre bendisseste o Senhor e fizeste que também os outros o bendissessem sempre; pela tua conservação se compreende bem qual o teu mérito diante de Deus". E cobrindo-a de beijos, pediu que fosse colocada separadamente num relicário. Em 1351, o Capítulo Geral instituiu a festa da Transladação das Relíquias, fixando a sua data em 15 de fevereiro. Hoje a língua está seca e escura.
É considerado padroeiro dos amputados, dos animais, dos estéreis, dos barqueiros, dos idosos, das grávidas, dos pescadores, agricultores, viajantes e marinheiros; dos cavalos e burros; dos pobres e dos oprimidos; é invocado para achar coisas perdidas, para conceber filhos, para evitar naufrágios e para conseguir casamento.

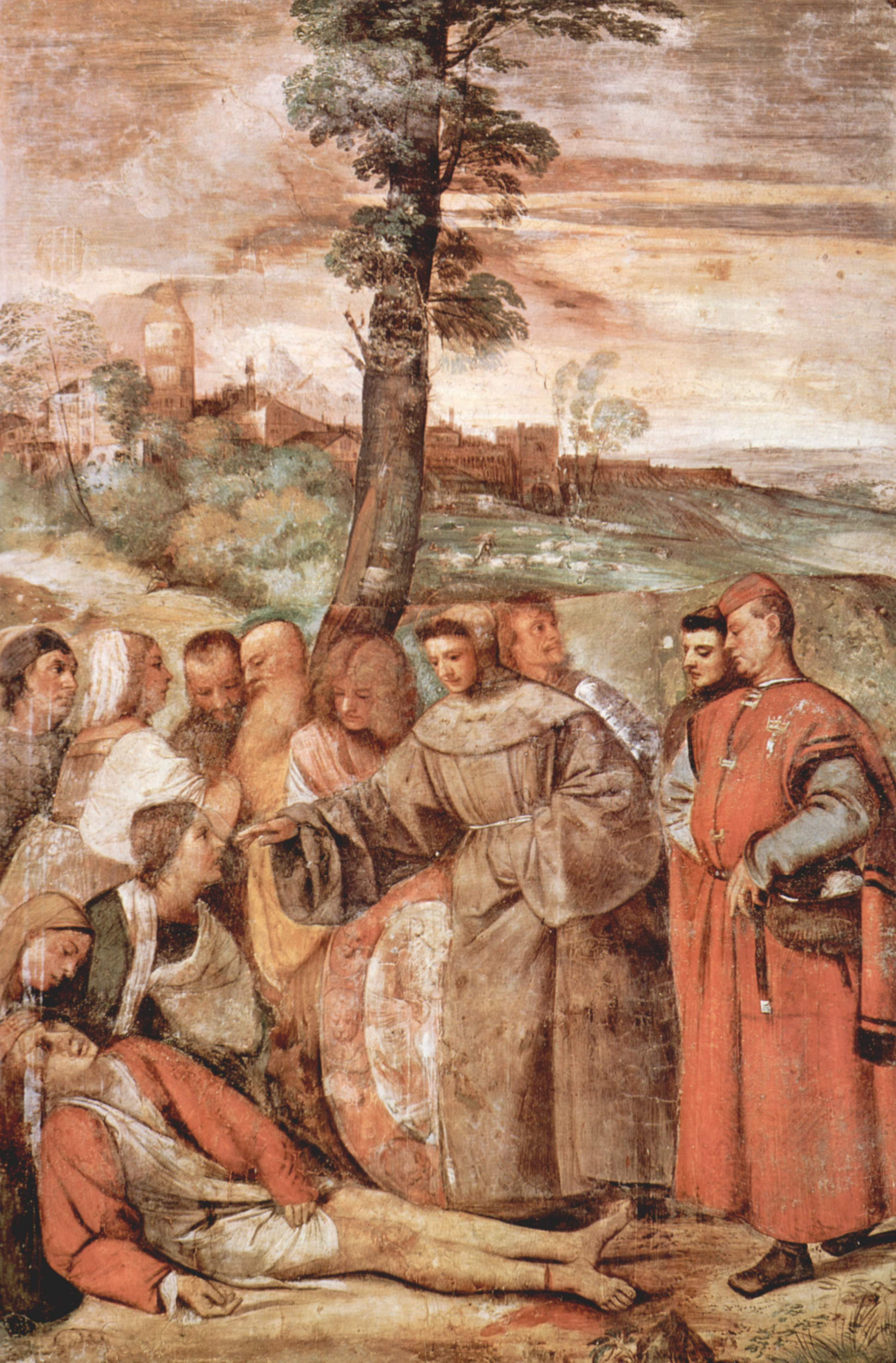
O milagre da cura do pé amputado, Ticiano, 1511, Scuola del Santo, Pádua

A devoção popular colocou-o entre os santos mais amados do cristianismo, cercou-o de riquíssimo folclore e atribui-lhe até aos dias de hoje muitos milagres e graças. Igrejas a ele consagradas multiplicam-se pelo mundo, tem vasta iconografia erudita e popular, a bibliografia devocional que ele inspira é volumosa e em sua homenagem uma quantidade incontável de pessoas recebeu o nome António, além de numerosas cidades, bairros e outros logradouros públicos, empresas e mesmo produtos comerciais em todo o mundo também terem seu nome.
Na tradição lusófona, Santo António está acima de todos em prestígio. A sua veneração foi levada de Portugal para o Brasil, onde se enraizou rapidamente e também dominou o coração do povo. Na esquadra de Pedro Álvares Cabral, que aportou no território em 22 de abril de 1500, consta que iam oito frades franciscanos. Sendo eles franciscanos e sendo eles portugueses, é altamente provável que tenham trazido a bordo uma imagem de Santo António. E, nas suas primeiras rezas em solo brasileiro, é natural que tenham recorrido à intercessão do santo. Logo no início da colonização brasileira, foram erguidos conventos franciscanos — o mais antigo, em Olinda, em 1585, depois em 1608, o Convento de Santo Antônio do Rio de Janeiro, em 1640 em Santos e, em 1642, em São Paulo.
Era tanta a familiaridade que o santo inspirava, que passou a ser uma espécie de "propriedade privada" de todos. Como relatou Grillot de Givry (1875–1929), "não há casa que o não venere no seu oratório e não satisfeita ainda com isso a comum devoção dos fiéis, cada um quer ter só para si o seu Santo António". Estava em toda parte: "nos nichos de pedra, pintado em azulejos, a guardar as casas, em caixilhos de seda à cabeceira da cama a vigiar-nos o sono, nos escapulários e bentinhos junto ao peito, a acautelar-nos os passos, esculpido e pintado para preservar dos perigos, pintados nas caixas de esmola, nos santuários e oratórios". Também era invocado pelos senhores para recuperar escravos fugidos.
A familiaridade com que era tratado criou práticas esdrúxulas no culto popular. Se um pedido não era atendido, a imagem do santo podia ser submetida a torturas e castigos. Deitavam-na de barriga para o chão e punham-lhe uma pedra em cima; escondiam-na num poço escuro, retiravam-lhe o Menino Jesus dos braços, ou arrancavam-lhe o resplendor. Acreditava-se que o castigo acelerava a concessão da graça, e explicavam a violência dizendo que em sua juventude o santo desejara morrer martirizado em nome da fé. Luminares do clero, como o padre António Vieira, também de certa forma reforçavam essas crenças. Num sermão disse:
| “ | Não haveis de pedir a Santo António como aos outros, nem como quem pede graça e favor, senão como quem pede justiça. E assim haveis de pedir a Santo António: não só como a quem tem por ofício deparar tudo o perdido e demandado como a quem deve e está obrigado a o deparar. E senão dizei-me: por que atais e prendei esse santo, quando parece que tarde em vos deparar o que lhe pedis? Porque deparar o pedido em Santo António não só é graça, mas dívida. E assim como prendei a quem vos não paga o que vos deve, assim o prendeis a ele. Eu não me atrevo nem a aprovar esta violência, nem a condená-la de todo, pelo que tem de piedade". | ” |

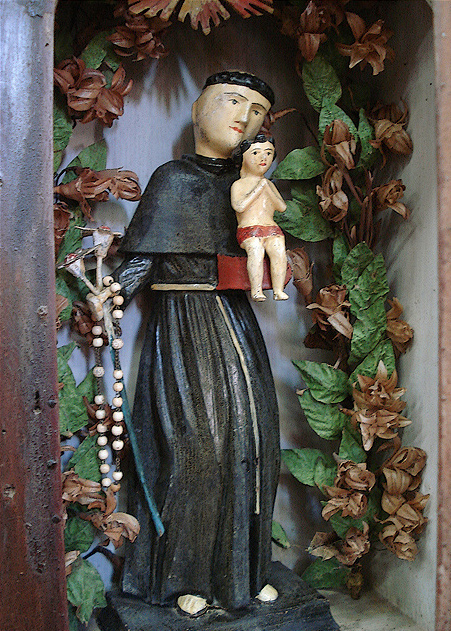
Estatueta popular de Santo António e o Menino, Museu Municipal de Caxias do Sul

Ele teve inclusive uma brilhante carreira militar póstuma. Numerosas cidades da Espanha, Portugal e Brasil conferiram-lhe títulos militares, condecorações, insígnias e outras honrarias. Na toponímia são muitas as menções ao santo. O folclorista Câmara Cascudo estimou haver setenta localidades com o nome dele. Em 1973, a pesquisadora Laura Della Mônica realizou levantamento semelhante e encontrou 65 municípios, cidades ou vilas com o nome de Santo António, sete rios, sete cachoeiras, cinco serras, duas ilhas e duas lagoas. Em 2019, o jornalista Edison Veiga realizou pesquisa semelhante e somou 38 municípios brasileiros com o nome de Santo António, simplesmente ou em composição. Um levantamento anteriormente realizado pelo pesquisador Eugenio Egas enumerava dez córregos e ribeirões em homenagem ao santo apenas no estado de São Paulo, além de duas serras e uma lagoa.
Em 1981, um levantamento realizado pela Igreja Católica no Brasil apontou que apenas na região de Santa Catarina ao Espírito Santo, São Paulo incluído, havia 158 igrejas dedicadas à devoção antoniana. Segundo apurou o jornalista Edison Veiga em 2019, apenas na área sob circunscrição da arquidiocese de São Paulo constavam 16 paróquias de Santo António.
Em 1995, a instituição Associação do Senhor Jesus realizou uma inquérito para determinar qual o santo favorito dos brasileiros. Foram entrevistadas 4 mil pessoas e 20% escolheram Santo António — o mais votado. A Editora Abril realizou um levantamento em 2010, a partir de dados do Centro de Estatísticas Religiosas e investigações Sociais (CERIS) e de um grande fabricante de imagens sacras do Brasil e concluiu que, exceto Nossa Senhora, o santo também era o líder da predileção popular, com cerca de 550 igrejas em todo o país e uma venda anual de 2 mil imagens.

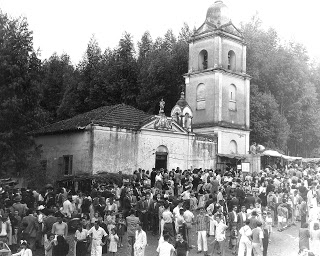
Festa de Santo António em Itatiba, estado de São Paulo, em 1946

É um dos santos honrados nas popularíssimas festas juninas e diversos costumes folclóricos estão ligados a ele. A título de exemplo, no Brasil moças casadoiras retiram o Menino Jesus das estátuas e só o devolvem quando arranjam casamento; uma prece especial, os "responsos", são feitas para que ele ajude a encontrar objetos perdidos; no dia da sua festa muitas igrejas distribuem pães especialmente abençoados, os "pãezinhos de Santo António", que devem ser guardados numa lata de mantimentos para que não falte alimento na casa.
Foi impressa uma nota de 20$00 Chapa 7 de Portugal, a qual ficou famosa, com a sua imagem.

## Tradição militar
É tido como patrono tanto do Exército Português como do Exército Brasileiro. Na cidade de Manatuto de Timor-Leste, Santo António tem o posto de coronel, com uma grande imagem dedicada a ele que também é padroeiro da cidade.

### Portugal
Em 1668 o regente Dom Pedro ordenou que o santo fosse recrutado e assentasse praça como soldado raso no II Regimento de Infantaria em Lagos, sendo promovido sucessivamente a capitão e coronel. Durante as Guerras Napoleónicas, em 1810, Santo Antonio foi promovido ao posto de general, com a vitória portuguesa e a derrota do general Masséna, na Batalha do Buçaco, a sua imagem sempre acompanhava as tropas. Com o posto de tenente-coronel, a sua imagem foi levada pelo Regimento de Infantaria N.º 19 em Cascais à frente dos combates da Guerra Peninsular, recebendo depois uma condecoração.

### Brasil
No Brasil foi onde recebeu mais títulos, recebendo inclusive soldo em vários locais até depois de proclamada a república. A tradição brasileira surgiu em 1595 na guerra contra os franceses na Bahia, após a vitória atribuída a Santo António, foi incorporado pela primeira vez ao Exército Português no posto de soldado raso, sentando praça no Regimento de Lagos, no reinado de Afonso VI. O ato incorria no pagamento de soldo equivalente pelo Tesouro Real, cujo valor se destinava a cobrir as despesas associadas ao culto e à festividade do primeiro santo do calendário junino.
No século XVII na ocasião das invasões holandesas e a batalha contra o reduto de Palmares, foi-lhe atribuído o posto de Tenente da Fortaleza do Buraco, a que o havia promovido o governador d. Lourenço de Almeida. No início do século XVIII, em razão de uma nova tentativa francesa de invadir o Brasil, em 1710 por Duclerc e em 1711 por Duguay-Trouin, as forças luso-brasileiras repeliram a nova invasão, motivo pelo qual Santo António foi promovido ao posto de capitão, no mesmo dia da vitória, 18 de setembro de 1710, personificado na imagem existente no convento desta cidade e que fora colocado nos muros do convento, olhando para o sitio do combate.
O governo paulista resolveu conceder a Santo António, em 1767, o posto de coronel das Tropas Auxiliares e Milícia da Capitania de São Paulo. A patente foi assignada pelo então donatário da capitania, d. Luiz Antonio de Souza. Em 1799 começou a receber o salário de Capitão pelo município de Ouro Negro até 1904. O Conde de Linhares, em Aviso de 18 de outubro de 1810, promoveu-o a major, e foi promovido a tenente-coronel por decreto de 26 de julho de 1814 de D. João VI, que mais tarde o condecorou com o grão-colar da Ordem de Cristo. Em Igarassu, foi nomeado oficialmente Protetor da Câmara de Vereadores.
O soldo de Tenente-Coronel foi pago até abril de 1911. Os soldos foram pagos à Igreja até que Dantas Barreto, adepto do racionalismo positivista, lembrando que o Estado era laico, exigiu que Santo António aparecesse para provar sua existência. Em 1924 este santo ainda integrava as Forças Armadas. Foi com um despacho do Presidente do Brasil, Artur Bernardes e do Ministro da Guerra, que Santo António, naquele ano, passou à reserva do Exército Brasileiro.

## Festividades

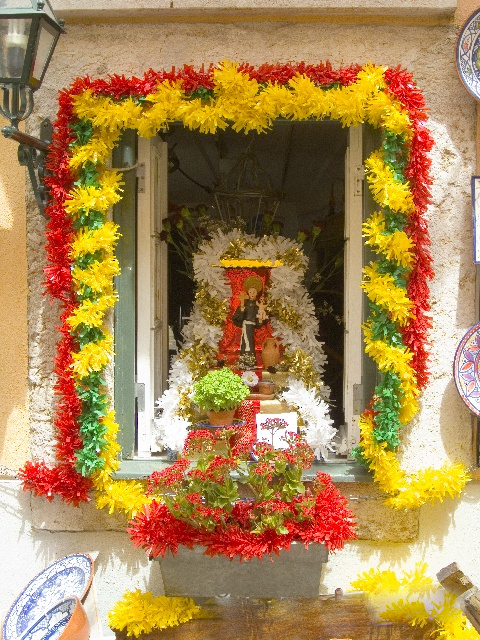
Um trono para o santo montado na janela de uma casa na sua festa em Lisboa

Devido à sua enorme popularidade, o seu onomástico é comemorado com grandes festas em todos os locais do mundo onde a devoção se enraizou, movimentando romeiros, instituições sacras e profanas e também o comércio, e nas cidades onde os festejos são tradicionais e importantes enchem-se os hotéis, pousadas e restaurantes e as lojas oferecem recordações de variados tipos, que são vendidas aos milhares. Em Portugal, se destaca a festa em Lisboa, sua cidade natal. Conceição Lopes descreveu o cenário:
| “ | A festa de Santo António. De novo a Avenida da Liberdade enche-se e desfila com as marchas dos bairros. A festa cheira a sardinha e a mangericão. Pela noite dentro come-se sardinha, brinda-se ao santo António e aos amigos da casa, com vinho tinto. Saboreia-se a broa de milho, o pão com chouriço e o quente caldo verde e tudo num intervalar de danças, de conversas e outras brincadeiras no arraial do bairro. Fazem-se promessas, acertam-se namoros. O Santo António tem a devoção das noivas, Se o bendito Santo António / este ano me casar / cá voltarei para o ano / pôr flores no seu altar, e celebram-se casamentos na Sé. O manjericão enfeita o trono do Santo existente em cada bairro. Algumas fogueiras ainda se veem, resquícios das velhas festas dos solstícios que celebravam o sol. Cortejos, procissões, quermesses, romarias, bandas de música, teatro, animação de rua, carrossel, gastronomia, barraquinhas do sai sempre, os bairros de Lisboa vestem-se de um imenso colorido a condizer com os comportamentos festivos em honra de Santo António. A iconografia da festa do Santo António ocupa as montras dos comerciantes da cidade e faz aumentar o negócio ao qual o jogo da lotaria de Santo António também rende homenagem e fiéis do jogo. Tudo bate certo, se conjuga e harmoniza até o apadrinhamento do santo que desfila na procissão pela cidade, ou do altar, assiste ao sermão na Igreja, parecendo dar a bênção à respeitabilidade e seriedade da festa que o santo reconhece e as instituições aproveitam". | ” |

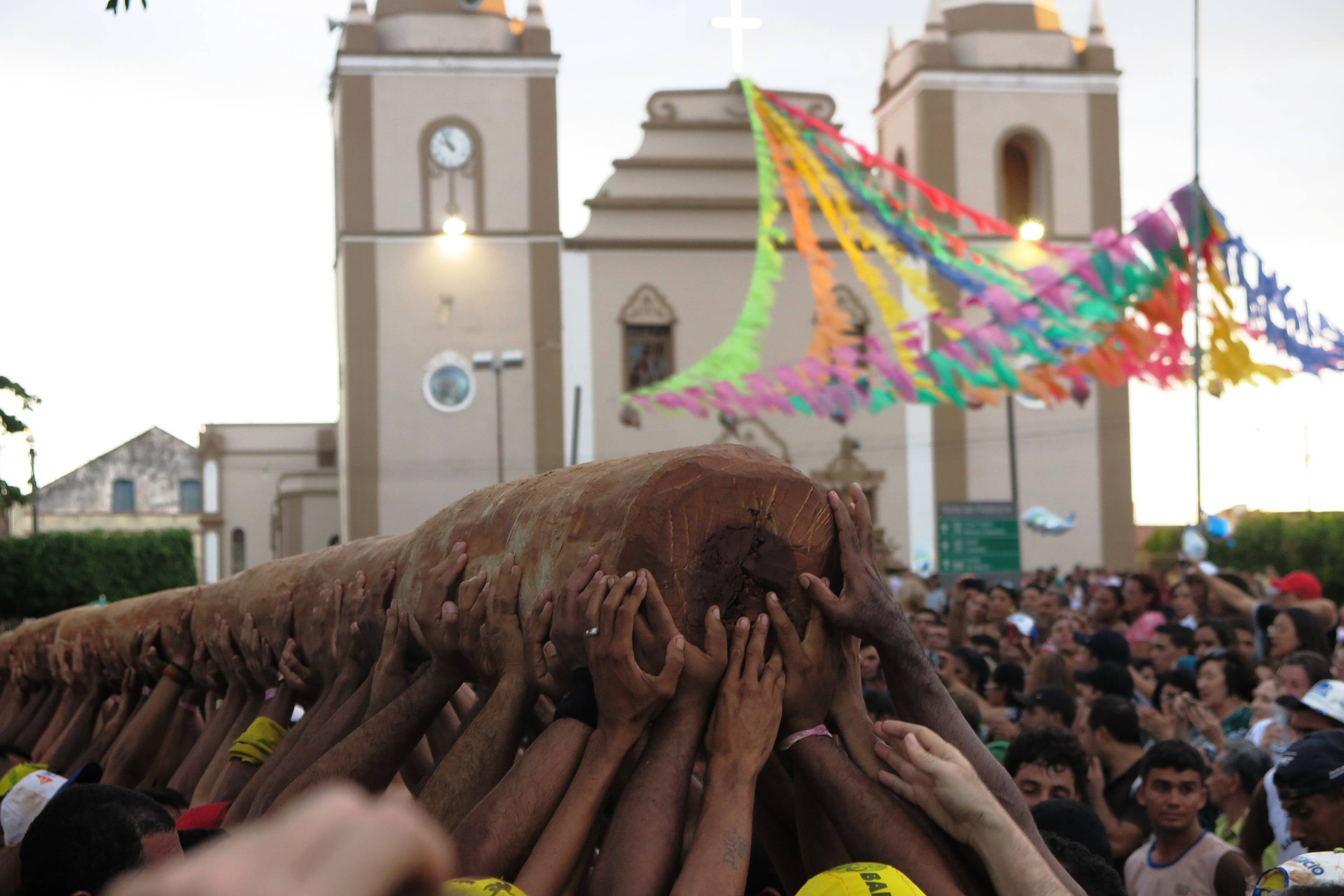
Festa do Pau da Bandeira de Santo Antônio em Barbalha, no Ceará

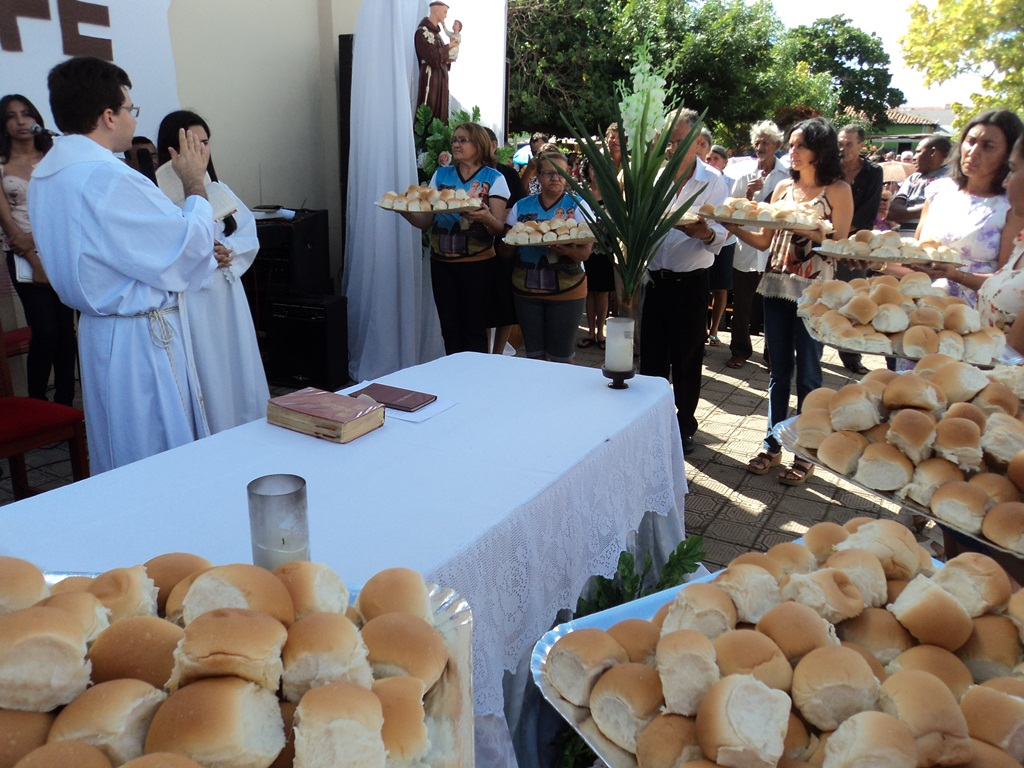
Bênção dos pães de Santo António na cidade de Santo Antônio de Lisboa, no Piauí

No Brasil, o santo é comemorado com entusiasmo semelhante. Na região Nordeste, uma das maiores festas se dá em Barbalha, no estado do Ceará, durando vários dias. Inicia com a busca na mata de um pau que possa servir de mastro para a bandeira do santo, ocasião já cercada de ritualidade. Antes do corte, é feita uma oração que pede permissão à mata para a retirada e faz homenagem ao santo padroeiro, pedindo sua bênção para que o percurso aconteça sem acidentes. Quinze dias depois, abrem-se os festejos com a celebração de uma missa onde os devotos oferecem votos e presentes entre a cantoria dos repentistas, agradecendo as boas colheitas e a prosperidade, seguida de uma grande procissão onde se carrega o pau da bandeira até a frente da igreja matriz, quando a bandeira é hasteada entre fogos de artifício. Diz a tradição que as moças que tocarem no pau da bandeira casarão dentro de um ano. Em seguida, as ruas da cidade se enchem com um cortejo de manifestações folclóricas regionais, como o Reisado de Couro e de Bailes, a Lapinha, os Penitentes e o Reisado do Congo, com suas lutas de espadas, acompanhados de vaqueiros, quadrilhas, música de forró e danças de capoeira, maculelê, maneiro-pau e pau de fitas. A festa encerra no dia 13 de junho com outra procissão com a imagem do santo carregada em um carro decorado, que inclui o cortejo de vários outros santos venerados na região. Pela sua importância, a Festa de Santo Antônio de Barbalha foi inscrita no registro de bens do património imaterial mantida pelo Instituto do Patrimônio Histórico e Artístico Nacional.
Também pode ser citada como importante a festa em Campo Grande, a maior da cidade, da qual António é padroeiro, subsidiada pela Prefeitura e contando com a participação de cerca de cem entidades beneficentes, atraindo cinquenta mil pessoas de toda a região que fazem suas devoções e ao mesmo tempo se divertem com shows, danças e jogos. Em Borba, a festa de Santo António é a maior do interior do Amazonas, já tem mais de dois séculos de tradição e a basílica da cidade é a única da região Norte a possuir uma relíquia do santo. Em Salvador, na Bahia, o santo é reverenciado em praticamente todas as paróquias com a celebração da trezena, procissões e carreata, culminando com a missa festiva no dia 13 de junho, havendo duas igrejas com seu nome em que as festividades são bem mais elaboradas, quais sejam, Santo Antônio Além do Carmo, no centro histórico de Salvador, e em Santo Antônio da Barra, sem esquecer a tradicional distribuição do pão bento. A festa de Osasco, no estado de São Paulo, foi incluída no Calendário Turístico do Estado de São Paulo. Boqueirão, no estado de Minas Gerais, comemora sua festa há 267 anos, atraindo romeiros de várias regiões de Minas, Goiás e Brasília ao longo de dez dias de festejos.

## Sincretismo
No sincretismo religioso, Santo António é relacionado no candomblé como Exu, o orixá da comunicação. Também é identificado com Ogum, deus da guerra, também capaz de abrir os caminhos.